# إميلي إيدن
إميلي إيدن (بالإنجليزية: Emily Eden)‏ (3 مارس 1797، لندن في المملكة المتحدة - 5 أغسطس 1869)؛ فنانة، كاتِبة، شاعرة وروائية بريطانية.